# Pilnai járás

A Pilnai járás a Nyizsnyij Novgorod-i területen

A Pilnai járás (oroszul Пильнинский район) Oroszország egyik járása a Nyizsnyij Novgorod-i területen. Székhelye Pilna.

## Népesség
- 1989-ben 28 937 lakosa volt.
- 2002-ben 25 352 lakosa volt, melyből 19 815 orosz (73,6%), 4 138 tatár (16,4%), 1 080 mordvin (6,3%).
- 2010-ben 21 960 lakosa volt, melynek 72,5%-a orosz, 18,5%-a tatár, 5,2%-a mordvin.